# Dan Olaru
Pour les articles homonymes, voir Olaru.
Dan Olaru (né le 11 novembre 1996 à Chișinău en Moldavie) est un archer moldave.

## Biographie
Dan Olaru commence le tir à l'arc en 2008. Il participe à ses premières compétitions internationales en 2010. Son premier podium européen sénior est en 2016, alors qu'il remporte l'or à l'épreuve par équipe mixte de l'arc classique avec Alexandra Mirca.
En juillet 2024, il est nommé porte-drapeau de la délégation moldave aux Jeux olympiques de 2024 en compagnie de l'archère Alexandra Mîrca.

## Palmarès
- Jeux olympiques[3]
  - 9e à l'épreuve individuelle masculine des Jeux olympiques d'été de 2012 à Londres.

- Championnats du monde en salle[1]
  -  Médaille d'argent à l'épreuve individuelle hommes junior aux championnats du monde en salle 2016 à Ankara.

- Championnats d'Europe[1]
  -  Médaille d'or à l'épreuve par équipe mixte aux championnats d'Europe 2016 à Nottingham.
  -  Médaille d'argent à l'épreuve individuelle homme aux championnats d'Europe 2018 de Legnica.

- Championnats d'Europe en salle[1]
  -  Médaille de bronze à l'épreuve individuelle junior hommes aux championnats d'Europe en salle de 2013 à Rzeszów[4].
  -  Médaille d'argent à l'épreuve individuelle homme aux championnats d'Europe en salle de 2017 à Vittel.